# Massimo Valentini
Massimo Valentini (Roma, 29 novembre 1929 – Roma, 9 marzo 1984) è stato un giornalista italiano, radiofonico e televisivo.

## Biografia
Laureato in giurisprudenza, cominciò il mestiere di giornalista alla Rai di Firenze, dopo esservi entrato come annunciatore nel 1958. Il suo primo caporedattore, colui che lo avviò alla professione giornalistica, fu lo scrittore e poeta Omero Cambi. Fu lo stesso Valentini ad esprimergli il desiderio di intraprendere la professione: «Voglio fare il giornalista» – gli disse un giorno, dopo avere bussato alla porta del suo ufficio – «Mi aiuta?». Cambi, dopo averlo messo alla prova con un incarico molto impegnativo, assolto egregiamente, lo introdusse a tempo pieno nella redazione.
Negli anni trascorsi a Firenze, si ricordano, in particolare, i servizi radiofonici e televisivi realizzati durante l'alluvione del 4 novembre 1966. Le sue interviste, raccolte fra gli abitanti del capoluogo toscano all'indomani dell'inondazione, e trasmesse sia in ambito regionale (Gazzettino Toscano), sia nazionale (Telegiornale, TV7 e Radiosera), documentarono l'entità del disastro che aveva colpito la città.
In quegli anni fu anche radiocronista per la celebre trasmissione sportiva Tutto il calcio minuto per minuto e voce fuori campo sia di numerosi servizi filmati trasmessi nelle principali edizioni del telegiornale, sia di alcuni telecomunicati pubblicitari realizzati dallo Studio K di Firenze, animati dai disegnatori Francesco Misseri, Tomislav Spikić e con la consulenza pubblicitaria di Pico Tamburini.
Nel 1976, dopo la riforma della Rai del 1975, fu scelto come uno dei conduttori dell'edizione serale del TG1, incarico che ne rese necessario il trasferimento da Firenze a Roma. Molto amato dal pubblico, condusse il telegiornale per otto anni, durante i quali la sua voce, inconfondibile, era riconoscibile anche senza le inquadrature. Fu lui, nel pomeriggio del 26 agosto 1978, a condurre la telecronaca dell'elezione di papa Giovanni Paolo I. Seppe affrontare con grande professionalità la diretta in occasione dell'attentato al successore di quest'ultimo Giovanni Paolo II, il 13 maggio 1981. Nella notte fra il 13 ed il 14 giugno dello stesso anno, condusse, da studio, una lunga edizione straordinaria del TG1, mentre si consumava la tragedia di Alfredo Rampi, il bambino che perse la vita nelle campagne di Frascati, dopo essere caduto in un pozzo artesiano.
Valentini, in quegli anni, svolgeva anche regolarmente il lavoro di vice caporedattore della redazione cronaca del TG1, insegnando anche dizione e regole per la lettura delle notizie ai giovani colleghi del telegiornale. 
Valentini morì improvvisamente, per un ictus cerebrale, la sera del 9 marzo 1984, mentre era in corso una riunione di redazione del Tg1 della notte. La sua morte suscitò grande cordoglio fra i telespettatori. Il figlio Daniele è caporedattore di Tv7, il rotocalco del Tg1.